# Summer World University Games 2025/Teilnehmer (Mali)
| Gelbes Symbol für Goldmedaillen mit stilisierten Olympischen Ringen | Graues Symbol für Silbermedaillen mit stilisierten Olympischen Ringen | Braundes Symbol für Bronzemedaillen mit stilisierten Olympischen Ringen |
| ------------------------------------------------------------------- | --------------------------------------------------------------------- | ----------------------------------------------------------------------- |
| —                                                                   | —                                                                     | —                                                                       |

Mali nahm an den Summer World University Games 2025 vom 16. bis zum 27. Juli mit 6 Athleten (3 Männer und 3 Frauen) teil.

## Teilnehmer nach Sportarten

### Leichtathletik
| Männer - Issa Maiga | Frauen - Awa Koné |

### Taekwondo
| Männer - Amadou Traoré - Youssouf Soumano | Frauen - Mariam Sangaré - Mariam Sidibé |